# Рабинович, Лазарь Германович
Лазарь Германович Рабинович вариант отчества Григорьевич (1860 — 1934) — горный инженер, член Государственной думы II созыва от Екатеринославской губернии.

## Биография
Родился в семье купца 2-й гильдии Герша-Бера Шломовича Рабиновича. При рождении ему было дано имя Лузер, которое сохранялось, по крайней мере, до его пятнадцатилетия. Отец к этому времени стал называться Германом-Бером Соломоновичем. Еврей по национальности, формально сохранял иудейское вероисповедание, но об отношении к религии данных нет. Сначала учился в Каменец-Подольской гимназии, где окончил 4 класса, затем перешёл в Белоцерковское реальное училище, которое окончил в 1878 году. Поступил как «своекоштный студент», а в 1884 окончил Санкт-Петербургский горный институт.

### Работа в Донбассе
В 1885 году Главным горным управлением направлен на Макеевский рудник наследников Иловайского. В 1890 году работал на Берестово-Богодуховском руднике. После нескольких лет работы на Макеевском руднике стал заведовать Вознесенским рудником Петра Александровича Карпова. Стал первым директором «Максимовского» рудника, построенного братьями Максимовыми. В этот период крестьяне села Чутино, где жил Рабинович, управляя Максимовским рудником, избрали его председателем комитета по постройке православной церкви. В 1895 году стал совместно с А. Н. Глебовым и другими соучредителем Государево-Байракского Товарищества. В 1895—1897 годы откомандирован в распоряжение Управления казенными железными дорогами для заведования частной железной дорогой «Максимовской ветвью». В 1898 получил чин коллежского советника. Весной 1899 года участвовал в разработке Ткварчельского каменноугольного бассейна, в сентябре 1900 года вступил в соглашение с Г. В. Бутми по продолжению совместно этих работ. Совместно с С. С. Манциарли один из основателей шахты «Ирмино», назначен её директором. Переехал в Харьков, где много времени уделял общественно-промышленной работе. Член бюро Союза харьковских инженеров. В момент избрания в Вторую Думу годовое жалованье составляло 10 тысяч рублей.

### Первый арест
Во время революции 1905 года жил постоянно в Харькове. Там был арестован и несколько месяцев провёл в Харьковской центральной тюрьме. Существуют две версии причин ареста Рабиновича. По первой его арестовали за участие в траурном шествии на похоронах убитых казаками железнодорожников. Рабинович нёс чёрный траурный флаг без каких-либо антиправительственных надписей от Харьковского отдела Всероссийского союза инженеров. По другой версии причиной ареста по распоряжению харьковского губернатора генерала Пешкова было с введение Рабиновичем на Ирминском руднике «самовольно и противно общей безопасности восьмичасового рабочего дня». Осужден на высылку за границу на четыре года. 25 марта 1906 года Рабинович из исправительного арестантского отделения препровожден был на вокзал под караулом. Там его провожали некоторые его друзья и товарищи. Выехал в Берлин.

### Вторая Государственная Дума
6 февраля 1907 года был избран во II Государственную думу от общего состава выборщиков Екатеринославской губернии. Вошёл в состав Конституционно-демократической фракции. Состоял в думской комиссии по исполнению государственной росписи доходов и расходов, финансовой комиссии и комиссии о помощи безработным. Выступил с предложением за немедленное создание Продовольственной комиссии.

### Продолжение работы в Донбассе
Директор Ирининского каменноугольного общества. В 1903—1912 секретарь Совета съездов горнопромышленников Юга России. В 1910 году состоял в штате Главного горного управления с откомандированием в распоряжение Правления Ирминского каменноугольного общества, тогда же в 1910 году уволен со службы пл прошению. Вкладывал средства в реконструкцию шахты «Грушевский антрацит», председатель правления Донецко-Грушевского общества каменноугольных и антрацитовых рудников и председатель правления общества цементных завододов «Гранулит».
Выдвинул идею промышленной разработки Гришинского угольного района, нового западного района Донецкого бассейна. С риском вложил в его разработку собственные большие средства. Оценка перспектив месторождения оказалась абсолютно правильной: новый угольный район был богат углём превосходного качества.
Будучи состоятельным человеком и не имея собственной семьи, оплачивал обучение нескольких студентов, занимался благотворительностью и финансовой поддержкой революционной деятельности.
В 1917 году совместно с А. А. Прессом основал частный Политехнический институт в Екатеринославе.
Во время Гражданской войны не эмигрировал, так как не мог оставить мать и больную сестру.

### В советское время
В 1920 году приглашен советскими органами власти для руководства работами по реконструкции Донбасса. В 1920-х годах председатель Научно-технического совета каменноугольной промышленности Высшего совета народного хозяйства (ВСНХ) СССР. Председатель промышленной секции Госплана СССР.

#### Шахтинское дело
Арестован в марте 1928 году по «Шахтинскому делу». Обвинялся по статьям 58-7, 58-11 УК РСФСР в том, что в 1925—1926 годах присутствовал на совещаниях «вредительской» «контрреволюционной» организации, способствовал установлению связей с другими организациями. Виновным себя не признал. На процессе держался с прямотой и мужеством. Рабинович сказал на суде: «Новая жизнь нужна человечеству, но то, что принесли вы, хуже старого». Государственный обвинитель Н. В. Крыленко по-своему оценил подсудимого: «Рабинович чужд всему духу советского режима, но метод защиты, принятый Рабиновичем, не может не импонировать». Защитником Л. Г. Рабиновича был Матвей Александрович Оцеп.
В своей речи на суде Рабинович сказал: «Когда я стоял и смотрел, как уходит от меня вдаль, испуская клубы дыма, поезд, я чувствовал себя как бог, сотворивший землю. Я нёс этим самым увеличение культуры, увеличение ценностей в сокровищнице народного хозяйства. Я творил и по моему мановению создавались новые культурные блага». На вопрос обвинителя, какова была цель творчества Рабиновича, он прямо ответил: «Я творил, чтобы нажить, я наживал, чтобы творить».
5 июля 1928 приговорен к лишению свободы на 6 лет со строгой изоляцией, конфискацией трети имущества и с последующим лишением прав на три года.
В 1930 году на процессе по делу Промпартии имя Рабиновича было названо как члена Центрального Комитета этой мифической организации.
Умер в тюрьме в 1934 году от болезни сердца.
Вместе с другими осуждёнными по «Шахтинскому делу» по результатам расследования Генеральной прокуратуры РФ реабилитирован в 2000 году.

### Рекомендованные источники
- Репрессированные геологи. Изд.3. М.-СПб., 1999
- Российская еврейская энциклопедия. Том 2. М, 1995. С. 423.
- Экономическая контрреволюция в Донбассе, ОГИЗ, Москва, 1928.
- В. Золотарев В. Степкин. ЧК ГПУ НКВД в Донбассе. 1919—1941. Донецк, 2010.
- Коллард Ю. Ж. Спогади юнацьких днів. Канада, стр.175-183.
- Фенин А. И. Воспоминания инженера. Прага, 1938.
- Fenin A. I. Coal and Politics in late Imperial Russia. 1990;

### Архивы
- Российский государственный исторический архив. Фонд 1278. Опись 1 (2-й созыв). Дело 358; Дело 595. Лист 6.
- РГИА: фонд 37, опись 74, дело 71;